# Brachyurophis fasciolatus
Espèce
Répartition géographique
Synonymes
- Rhinelaps fasciolatus Günther, 1872
- Simoselaps fasciolatus (Günther, 1872)
- Simoselaps fasciolatus fasciolatus (Günther, 1872)
- Vermicella fasciata Stirling & Zietz, 1893
- Simoselaps fasciolatus fasciatus (Stirling & Zietz, 1893)
- Rhynchoelaps fasciolatus Boulenger, 1896
- Hornea pulchella Lucas & Frost, 1896

Brachyurophis fasciolatus est une espèce de serpents de la famille des Elapidae.

## Répartition
Cette espèce est endémique d'Australie. Elle se rencontre en Australie-Occidentale, en Australie-Méridionale, dans le Territoire du Nord, au Queensland et en Nouvelle-Galles du Sud.

## Description
C'est un serpent venimeux.

## Liste des sous-espèces
Selon The Reptile Database (6 avril 2013) :
- Brachyurophis fasciolatus fasciolatus (Günther, 1872)
- Brachyurophis fasciolatus fasciatus (Stirling & Zietz, 1893)

## Publications originales
- Günther, 1872 : Seventh account of new species of snakes in the collection of the British Museum. Annals and Magazine of Natural History, ser. 4, vol. 9, p. 13-37 (texte intégral).
- Stirling & Zietz, 1893 : Scientific results of the Elder Exploring Expedition. Vertebrata. Reptilia. Transactions of the Royal Society of South Australia, vol. 16, p. 154-176 (texte intégral).